# デヴィルヒズデュー
デヴィルヒズデュー（Devil His Due, 1989年4月18日 - 2017年5月22日）は、アメリカ合衆国の競走馬、種牡馬。デヴィルズバッグの代表産駒の一頭であり、サバーバンハンデキャップ連覇などでG1競走5勝を挙げた。

## 経歴
ケンタッキー州の生産者ピーター・E・ブラムの生産したサラブレッドの牡馬である。競走馬としてのデビュー遅く、3歳になった1992年1月18日にガルフストリームパーク競馬場で初出走を果たして2着になった。同競馬場での翌戦で初勝利を挙げると、続く一般戦でも勝利、3月14日のスウェイルステークス（ガルフストリームパーク・7ハロン・G3）で4着に入った。
4月に入ってアケダクト競馬場に向かい、ゴーサムステークス（8ハロン・G2）で有力馬ルアーを相手にしながら同馬と同着で優勝すると、それから2週間後のウッドメモリアルステークス（9ハロン・G1）も1馬身差をつけて勝利、一躍ダービーの候補の一角に名乗りを挙げた。しかし本番のケンタッキーダービー（チャーチルダウンズ・10ハロン・G1）では12着と大敗、クラシック路線からは外れていった。この年は全部で15戦をこなしたが、クラシック以降はトラヴァーズステークス（サラトガ・10ハロン・G1）で2着に入ったのがせいぜいであった。
4歳になった1993年、デヴィルヒズデューは年初はガルフストリームパークから始動、3月14日のガルフストリームパークハンデキャップ（10ハロン・G1）で久々に勝利を手にした。この年はこれを含めて4勝を挙げており、ピムリコスペシャルハンデキャップ（ピムリコ・9.5ハロン・G1）とサバーバンハンデキャップ（ベルモントパーク・10ハロン・G1）とでG1競走3勝と顕著な成績を残した。
5歳時は3勝を挙げており、そのうち1勝はサバーバンハンデキャップでの連覇であった。その後6歳まで競走を続けて、最後のピムリコスペシャルでシガー相手に1/4馬身差2着に入ってから引退した。

## 種牡馬入り後
1996年よりケンタッキー州のマルゴー牧場で種牡馬となり、2013年に引退するまで種付けを行っていた。『ブラッド・ホース』誌によれば産駒1,048頭のうち673頭が勝ち上がり、うち40頭がブラックタイプ競走勝ちを収めたとある。代表産駒には2005年のドバイワールドカップ（首G1）で優勝したロージズインメイなどがいる。ほか、母の父としてゲームオンデュードなどを出している。
その後2017年5月22日、デヴィルヒズデューは老衰のため死亡した。28歳であった。

## 血統表
| デヴィルヒズデューの血統      | デヴィルヒズデューの血統    | デヴィルヒズデューの血統   | （血統表の出典）           | （血統表の出典） |
| 父系                          | ヘイロー系                  | ヘイロー系                 | ヘイロー系                 | [ § 2 ]          |
| 父 Devil's Bag 鹿毛 1981      | 父の父Halo 黒鹿毛 1969      | Hail to Reason             | Turn-to                    | Turn-to          |
| 父 Devil's Bag 鹿毛 1981      | 父の父Halo 黒鹿毛 1969      | Hail to Reason             | Nothirdchance              |                  |
| 父 Devil's Bag 鹿毛 1981      | 父の父Halo 黒鹿毛 1969      | Cosmah                     | Cosmic Bomb                | Cosmic Bomb      |
| 父 Devil's Bag 鹿毛 1981      | 父の父Halo 黒鹿毛 1969      | Cosmah                     | Almahmoud                  |                  |
| 父 Devil's Bag 鹿毛 1981      | 父の母Ballade 黒鹿毛 1972   | Herbager                   | Vandale                    | Vandale          |
| 父 Devil's Bag 鹿毛 1981      | 父の母Ballade 黒鹿毛 1972   | Herbager                   | Flagette                   |                  |
| 父 Devil's Bag 鹿毛 1981      | 父の母Ballade 黒鹿毛 1972   | Miss Swapsco               | Cohoes                     | Cohoes           |
| 父 Devil's Bag 鹿毛 1981      | 父の母Ballade 黒鹿毛 1972   | Miss Swapsco               | Soaring                    |                  |
| 母 Plenty O'Toole 黒鹿毛 1977 | 母の父Raise a Cup 鹿毛 1971 | Raise a Native             | Native Dancer              | Native Dancer    |
| 母 Plenty O'Toole 黒鹿毛 1977 | 母の父Raise a Cup 鹿毛 1971 | Raise a Native             | Raise You                  |                  |
| 母 Plenty O'Toole 黒鹿毛 1977 | 母の父Raise a Cup 鹿毛 1971 | Spring Sunshine            | Nashua                     | Nashua           |
| 母 Plenty O'Toole 黒鹿毛 1977 | 母の父Raise a Cup 鹿毛 1971 | Spring Sunshine            | Real Delight               |                  |
| 母 Plenty O'Toole 黒鹿毛 1977 | 母の母Li'l Puss 黒鹿毛 1966 | Noble Jay                  | Double Jay                 | Double Jay       |
| 母 Plenty O'Toole 黒鹿毛 1977 | 母の母Li'l Puss 黒鹿毛 1966 | Noble Jay                  | Noble Nurse                |                  |
| 母 Plenty O'Toole 黒鹿毛 1977 | 母の母Li'l Puss 黒鹿毛 1966 | Li'l Sis                   | Spy Song                   | Spy Song         |
| 母 Plenty O'Toole 黒鹿毛 1977 | 母の母Li'l Puss 黒鹿毛 1966 | Li'l Sis                   | Radio Time                 |                  |
| 母系(F-No.)                   | (FN:2-h)                    | (FN:2-h)                   | (FN:2-h)                   | [ § 3 ]          |
| 5代内の近親交配               | Mahmoud 5x5, Balladier 5x5  | Mahmoud 5x5, Balladier 5x5 | Mahmoud 5x5, Balladier 5x5 | [ § 4 ]          |
| 出典                          | 1. 2. 3. 4.                 | 1. 2. 3. 4.                | 1. 2. 3. 4.                | 1. 2. 3. 4.      |